# ملاشیه یک
ملاشیه یک، روستایی از توابع بخش مرکزی شهرستان اهواز در استان خوزستان ایران است.اکثر ساکنین آن را خوزستانی تشکیل میدهند. متآسفانه هیچ امکانات رفاهی و تفریحی برای منطقه وجود ندارد و جز اماکن بسیار محروم حوضه اهواز محسوب می‌شود.

## جمعیت
این روستا در دهستان اسماعیلیه قرار دارد و براساس سرشماری مرکز آمار ایران در سال ۱۳۹۵، جمعیت آن ۱۶۵۷۵نفر (۴۴۷۴خانوار) بوده‌است.